# David Card

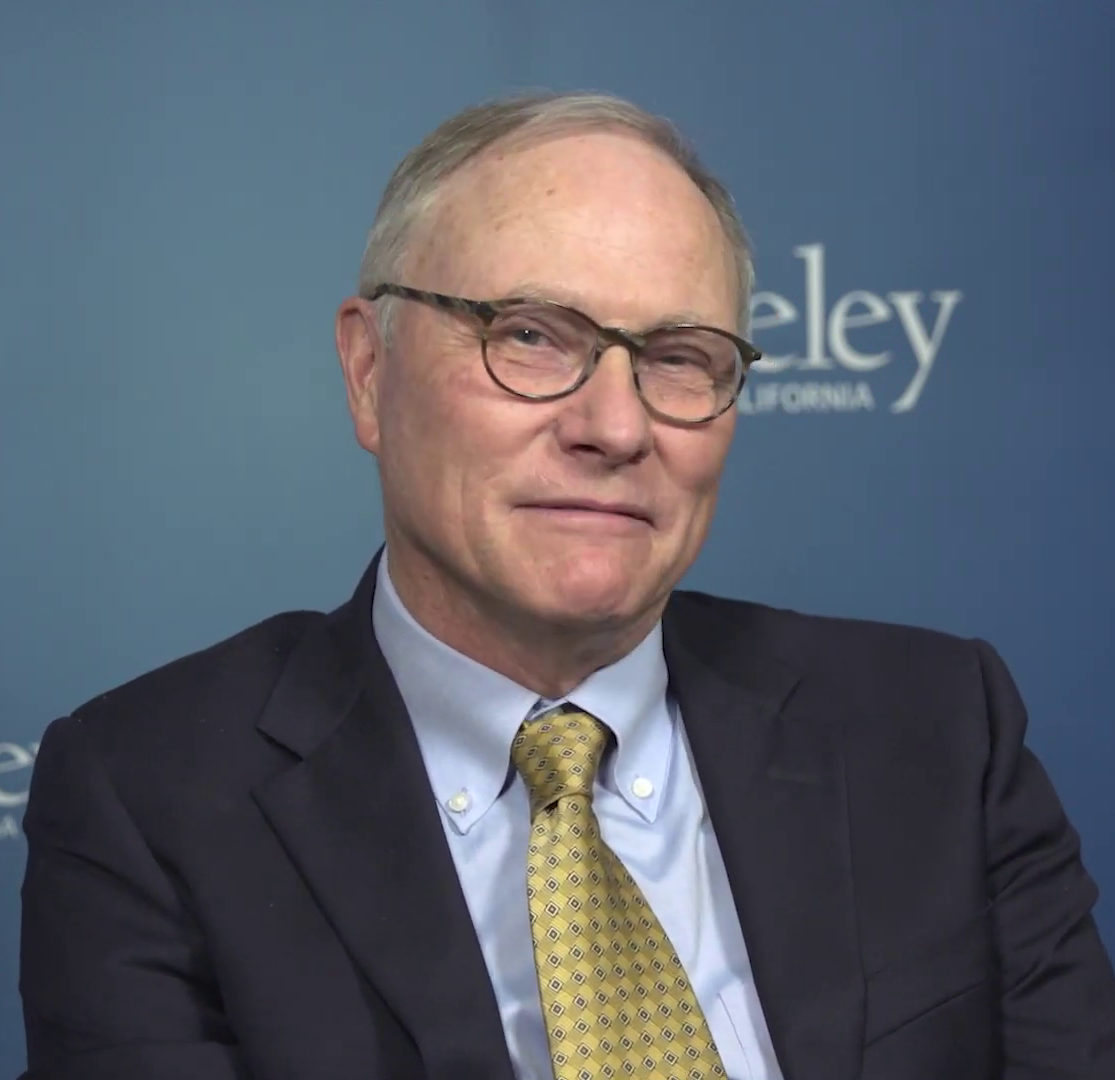
David Card (2021)

David Edward Card (* 1956 in Guelph, Kanada) ist ein kanadischer Ökonom und Hochschullehrer. 2021 wurde er zusammen mit Joshua Angrist und Guido Imbens mit dem Alfred-Nobel-Gedächtnispreis für Wirtschaftswissenschaften ausgezeichnet.

## Werdegang, Forschung und Lehre
Card studierte bis 1978 an der Queen’s University, ehe er an die Princeton University wechselte. Dort graduierte er 1983 zum Ph.D. Hatte er ab 1982 parallel an der University of Chicago als Assistant Professor gelehrt, war er ab 1983 als Assistant Professor an der Princeton University tätig. 1987 wurde er Wirtschaftsprofessor an der Hochschule. Nach zehn Jahren folgte er 1997 einem Ruf an die University of California, Berkeley. 2010/11 war er für ein Jahr Präsident der Society of Labor Economists.
Im Mittelpunkt der Arbeit Cards stehen Armuts- und Arbeitsforschung. Dies beinhaltet die Ursachen und Auswirkungen der Rassentrennung und Immigration sowie Mindestlöhne und Gesundheitsökonomie. Unter anderem hat er gezeigt, dass sich Erhöhungen von Mindestlöhnen im Niedriglohnsektor der USA kaum negativ auf die Beschäftigung ausgewirkt haben. Seit 2013 zählt ihn Thomson Reuters aufgrund der Zahl seiner Zitationen zu den Favoriten auf einen Nobelpreis (Thomson Reuters Citation Laureates).

## Ehrungen
- 1994 Doug-Purvis-Preis
- 1995 John-Bates-Clark-Medaille
- 2006 IZA Prize in Labor Economics des Instituts zur Zukunft der Arbeit gemeinsam mit Alan B. Krueger für die Analyse der Bedeutung schulischer Bildung für den Arbeitsmarkterfolg
- 2008 Frisch-Medaille der Econometric Society zusammen mit Dean Hyslop für den Aufsatz „Estimating the Effects of a Time-Limited Earnings Subsidy for Welfare-Leavers“[2]
- 2014 BBVA Foundation Frontiers of Knowledge Award
- 2019 Jacob-Mincer-Preis
- 2020 Doug-Purvis-Preis
- 2021 Alfred-Nobel-Gedächtnispreis für Wirtschaftswissenschaften für seine empirischen Beiträge zur Arbeitsmarktökonomik[3]
- 2022 Eintrag ins Stahlbuch der Stadt Essen

## Mitgliedschaften
- 1991 Fellow der Econometric Society[4]
- 1998 American Academy of Arts and Sciences
- 2021 National Academy of Sciences
- 2025 American Philosophical Society